# KV38
KV38 (Kings' Valley 38) è la sigla che identifica una delle tombe della Valle dei Re in Egitto; era la sepoltura del faraone Thutmosi I (XVIII dinastia).

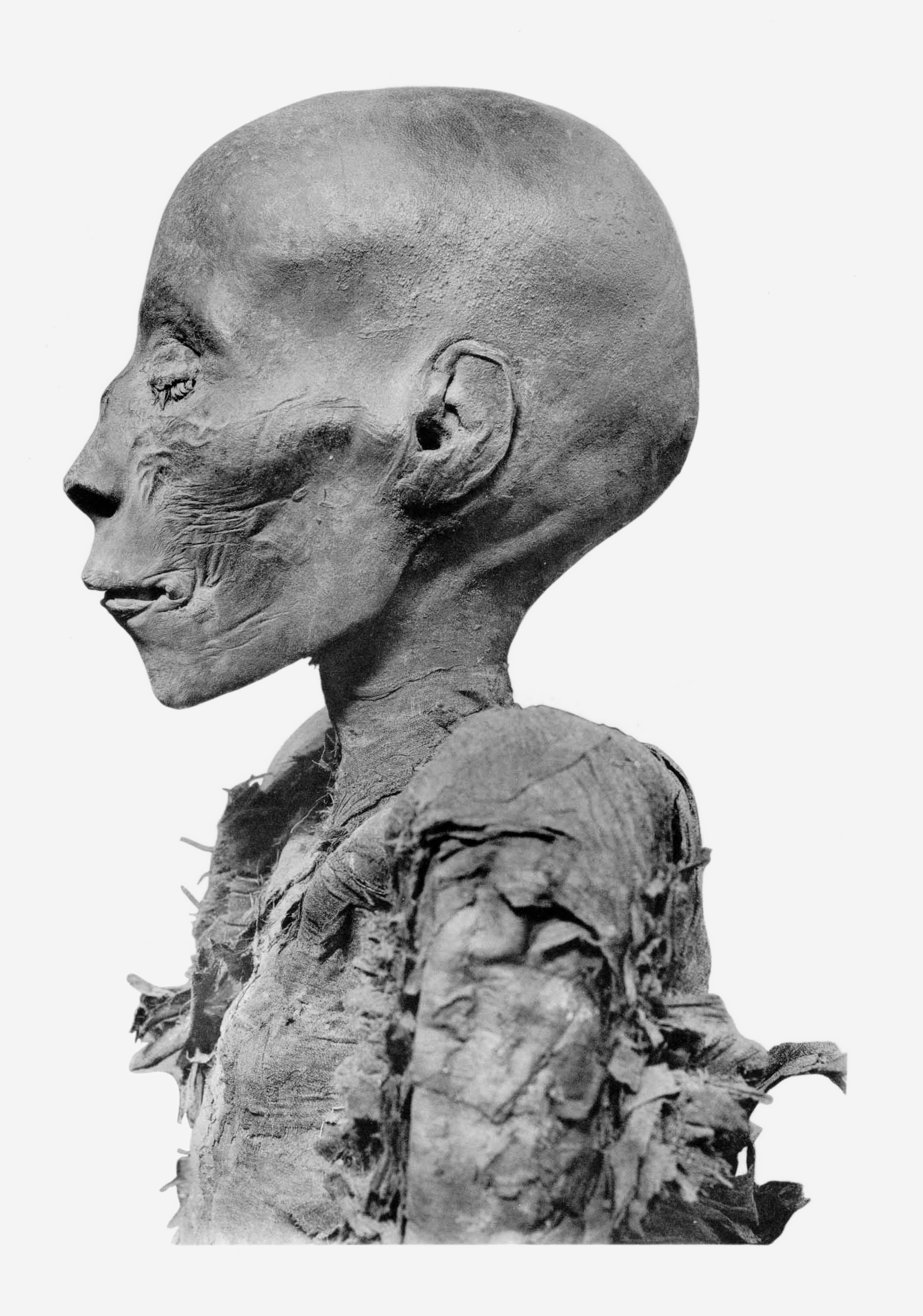
Mummia di Thutmosi I rinvenuta in DB320

L'importanza particolare di questa tomba, per il resto relativamente piccola e dalla planimetria semplice, è che si tratti, verosimilmente, della tomba più antica della Valle, forse la prima giacché proprio sotto il suo titolare, Thutmosi I, padre di Hatshepsut, inizierà la pratica della sepoltura in questa zona durante la XVIII dinastia. A questa tomba farebbe riferimento il testo funerario del funzionario Ineni in cui riferisce di aver provveduto, da solo, alla realizzazione della tomba del suo re. Successivamente la figlia di Thutmosi I, Hatshepsut, avrebbe traslato il suo corpo nella sua tomba, KV20, da cui, nuovamente, il figlio Thutmose III l’avrebbe trasferito nella originaria KV38.
Alla fine del Nuovo Regno, il corpo di Thutmosi I sarebbe poi stato trasferito, per sottrarlo alle razzie, nella cache DB320 della piana di Deir el-Bahari, ma la sua individuazione è controversa poiché si ritiene che il suo sarcofago sia stato usurpato da Pinedjem I, faraone della XXI dinastia.
Lunga solo 25 m, venne scoperta e scavata, per conto del Servizio delle Antichità, da Victor Loret nel 1899 e, successivamente, scavata nuovamente da Howard Carter nel 1919 che rinvenne, nella medesima occasione, un deposito di fondazione nei pressi dell’ingresso.
La tomba presenta la strana caratteristica della camera funeraria scavata a forma di cartiglio. Proprio tale particolarità, nonché la presenza di uno o due piloni centrali e il posizionamento del sarcofago nella parte posteriore della camera funeraria, tutti elementi riscontrabili anche nelle tombe KV34, di Thutmosi III, e KV42 (forse di Thutmosi II), hanno fatto anche supporre che la tomba KV38 fosse stata espressamente costruita da Thutmosi III per il proprio nonno e per allontanarlo dalla contaminazione derivante dall’essere sepolto con la figlia Hatshepsut.
Al suo interno sono stati rinvenuti frammenti del Libro della camera nascosta  (Amduat).

### Annotazioni
1. ↑  Le tombe vennero classificate nel 1827, dalla numero 1 alla 22, da John Gardner Wilkinson in ordine geografico. Dalla numero 23 la numerazione segue l’ordine di scoperta.
2. ↑  Sepolto nella tomba TT81 della necropoli di Sheikh Ab del-Qurna.
3. ↑  Alla morte di Thutmosi II, la sposa reale e sorella Hatshesput assunse dapprima la coreggenza in nome di Thutmosi III, data la sua giovane età. Successivamente assunse la piena reggenza esautorando di fatto il legittimo erede dal trono e regnando per circa vent’anni. Alla sua morte Thutmosi III assunse il trono, fece decorrere la sua reggenza dalla morte del padre Thutmosi II, e condannò Hatshepsut ad una damnatio memoriae che ben potrebbe giustificare il trasferimento del corpo di Thutmosi I in una tomba autonoma e lontano dalla figlia.

### Fonti
1. 1 2 3 4  (EN) Theban Mapping Project, su thebanmappingproject.com. URL consultato il 31 gennaio 2017 (archiviato dall'url originale il 5 dicembre 2006)..
2. 1 2 3  Reeves e Wilkinson (2000), p. 95.
3. ↑  Reeves e Wilkinson (2000), p. 96.
4. ↑  John Romer.